# 스타 트렉: 섹션 31
"스타 트렉: 섹션 31"(영어: Star Trek: Section 31)은 2025년 공개된 미국의 SF 영화이다. 올라툰데 오순산미가 감독을 맡았으며, 《스타 트렉》 프랜차이즈의 최초의 TV 영화이자 드라마 《스타 트렉: 디스커버리》의 스핀오프 작품이다. 시간적 배경은 "잃어버린 시대"로, 영화 오리지널 시리즈와 드라마 《스타 트렉: 더 넥스트 제너레이션》의 사이이다.